# さよなら大好きだったよ
「さよなら大好きだったよ」（さよならだいすきだったよ）は、ケラケラの楽曲で、メジャーデビューシングル。2013年2月27日にユニバーサルシグマから発売された。

## 収録曲
1. さよなら大好きだったよ （5:05）
作詞・作曲：ふるっぺ / 編曲：soundbreakers
  - TBS系『COUNT DOWN TV』2013年2月度エンディングテーマ
  - ミュージック・ビデオには、松井愛莉と古畑星夏が出演している。
2. ナミダフレンズ  （3:47）
作詞・作曲：ふるっぺ / 編曲：田村直樹
3. あとひとつ （5:35）
作詞・作曲：川村結花、FUNKY MONKEY BABYS / 編曲：田村直樹
  - FUNKY MONKEY BABYSの同名曲のカバー。
4. さよなら大好きだったよ (路上ライブバージョン)
5. さよなら大好きだったよ (Inst.)